# 조한욱
조한욱(1996년 12월 19일 ~ )은 KBO 리그 연천 미라클의 투수이다.

## SK 와이번스시절
2015년 한국프로야구 신인 드래프트에서 2차 1라운드 지명(전체 4순위)을 받고 입단하였다.
2016년 7월 27일 한화전에서 구원 등판하며 데뷔 첫 경기를 치렀고, 경기에서 2이닝 무실점을 기록했다.

## 경찰 야구단시절
2017년에 입단하였다.

## SK 와이번스복귀
2018년에 복귀하였다.

## KT 위즈시절
2019년 5월 20일 당시 KT 위즈 소속이었던 오준혁, 정현, SK 와이번스 소속이었던 그와 박승욱의 2:2 트레이드를 통해 이적했다. 2021년 10월 13일 방출되었다.

## 출신 학교
- 서울인헌초등학교
- 선린중학교
- 충암고등학교

## 통산 기록
| 연도 | 팀명  | 평균자책점 | 경기 | 완투 | 완봉 | 승 | 패 | 세 | 홀 | 승률 | 타자 | 이닝 | 피안타 | 피홈런 | 볼넷 | 사구 | 탈삼진 | 실점 | 자책점 |
| ---- | ----- | ---------- | ---- | ---- | ---- | -- | -- | -- | -- | ---- | ---- | ---- | ------ | ------ | ---- | ---- | ------ | ---- | ------ |
| 2016 | SK    | 0.00       | 2    | 0    | 0    | 0  | 0  | 0  | 0  | -    | 12   | 2.1  | 1      | 0      | 4    | 0    | 2      | 0    | 0      |
| 2019 | KT    | 3.38       | 2    | 0    | 0    | 0  | 0  | 0  | 0  | -    | 12   | 2.2  | 4      | 0      | 1    | 0    | 0      | 1    | 1      |
| 통산 | 2시즌 | 1.80       | 4    | 0    | 0    | 0  | 0  | 0  | 0  | -    | 24   | 5    | 5      | 0      | 5    | 0    | 2      | 1    | 1      |